# Concert econòmic
El Concert econòmic és un instrument jurídic que regula les relacions tributàries i financeres entre l'Administració General de l'Estat d'Espanya i la Comunitat Autònoma del País Basc i Navarra. Consisteix aquests territoris "s'obliguen a abonar una quantitat alçada per a contribuir al sosteniment de les càrregues de l'Estat" seguint el principi del benefici o equivalència econòmica. La recaptació feta en aquests territoris segueix una jurisdicció a part de l'Hisenda Espanyola i és transferida a l'Estat una aportació per a finançar les càrregues d'aquest.

## Història
Els territoris bascos i navarresos passaren de territoris exempts al sistema de concert amb la Llei de 25 d'octubre de 1839, que permetia modificar els furs per a coinciliar-los amb "l'interès de la Nació i de la Constitució de la monarquia".
El procés d'adaptació s'inicià efectivament a Navarra amb la Llei paccionada de 16 d'agost de 1841. Les altres tres províncies es van resistir a fer el canvi fins que la Llei de 21 de juliol de 1876 aboleix els furs, establint-hi el sistema de concert.

### Cas basc

#### Primera Etapa: 1878-1937
El Concert Econòmic té el seu origen en la necessitat d'arbitrar algun sistema pel qual el País Basc (Àlaba, Guipúscoa i Biscaia) paguessin els impostos a l'Estat després de l'aprovació de la Llei de 21 de juliol de 1876, que obligava al fet que els ciutadans d'aquestes províncies paguessin impostos a l'Estat segons les seves possibilitats.
El procés de discussió d'aquesta obligació va ser molt complicat puix que aquestes tres províncies tenien els seus propis furs o estatuts territorials i comptaven amb els seus organismes de representació provincial (les Juntes Generals) que regulaven els seus propis sistemes tributaris interns, derivats dels seus Furs.
Després d'infructuosos contactes entre Antonio Cánovas del Castillo, President del Govern, i les representacions de les Diputacions Forals, els governs provincials, aquest el 5 de maig de 1877 va dissoldre les Juntes Generals i la Diputació Foral de Biscaia. Entre finals de novembre i començaments de desembre de 1877 igual va fer amb les Diputacions Forals d'Àlaba i Guipúscoa.
No obstant això, el problema immediat de com recaptar impostos en unes províncies en les quals la Hisenda de l'Estat tenia escassa intervenció (només d'importància la recaptació de Duanes des de 1841) va provocar que Antonio Cánovas tractés amb les noves Diputacions Provincials (nomenades des del Govern) sobre la forma que aquestes províncies entressin en el "concert econòmic" general de la Nació.
Entre desembre de 1877 i febrer de 1878 les representacions de les Diputacions Provincials i del Govern van tractar d'arribar a un acord, materialitzat en un primer Decret, datat el 28 de febrer de 1878, pel qual les Províncies, durant un període transitori de vuit anys, pagarien els impostos a l'Estat de forma peculiar. Les encarregades de recaptar els impostos concertats (subjectes a l'acord) serien les Diputacions Provincials que abonarien a la Hisenda de l'Estat l'equivalent del que aquesta es pensava que podria recaptar, comptant amb la diferència entre el recaptat i el pagat a la Hisenda de l'Estat per mitjà del contingent per al seu manteniment.
Un aspecte important és que l'Estat es desentenia de la recaptació dels tributs concertats i els deixava a la potestat de les Diputacions cobrar-los o no. Les Diputacions Provincials podrien posar-los al cobrament o continuar amb el seu propi sistema tributari, essencialment basat en els arbitris de consum (recàrrecs sobre els preus dels productes alimentosos, combustibles, begudes alcohòliques, etc.)
Aquest acord, que hagués degut acabar en 1886, com a provisional, va continuar sent renovat fins a l'últim acord de l'any 2007.
Des del Decret de 28 de febrer de 1878 es va perllongar la seva vigència en 1886, ja que les Diputacions havien pagat puntualment el seu contingent a la Hisenda de l'Estat sense presentar-se problemes; les Diputacions Provincials van mantenir moltes de les competències de les prèvies Forals, mitjançant els seus propis recursos. El Ministeri d'Hisenda no recaptava els impostos concertats, però les seves inversions al País Basc eren molt limitades, ja que el gruix de la inversió pública la duien a terme les Diputacions. Els impostos inicialment concertats eren els més importants dels quals recaptava la Hisenda de l'Estat, excepte les Duanes: la Contribució territorial, Contribució industrial, Impost de Drets Reals, Contribució del Timbre i Consums. Des d'aquests cinc originals impostos es van ser ampliant, en successives renovacions, el nombre de tributs subjectes a acord i en la seva conseqüència la suma a pagar a l'Estat (el contingent).
| 1878                              | 1887                         | 1893                         | 1894                                                        | 1900                                                                      | 1906                                                      | 1913                                        | 1920                                        | 1925-26                                     |
| --------------------------------- | ---------------------------- | ---------------------------- | ----------------------------------------------------------- | ------------------------------------------------------------------------- | --------------------------------------------------------- | ------------------------------------------- | ------------------------------------------- | ------------------------------------------- |
| Concert Econòmic                  | Primera Revisió general      | Revisió parcial              | 2ª Revisió Gral.                                            | Revisió parcial                                                           | 3a Revisió Gral.                                          | Revisió parcial                             | Revisió Parcial                             | 4a Revisió Gral.                            |
| Immobles, conreu i ramaderia      | Immobles, conreu i ramaderia | Immobles, conreu i ramaderia | Immobles, conreu i ramaderia                                | Immobles, conreu i ramaderia                                              | Immobles, conreu i ramaderia                              | Immobles, conreu i ramaderia                | Immobles, conreu i ramaderia                | L'anomena Territorial                       |
| Indústria i comerç                | Indústria i Com.             | Indústria i Com.             | Indústria i Com.                                            | Indústria i Com.                                                          | Indústria i Com.                                          | Indústria i Com.                            | Indústria i Com.                            | Indústria i Com.                            |
| Drets Reals i Transmissió de bens | Drets R. i Transmissió de b. | Drets R. i Transmissió de b. | Drets R. i Transmissió de b.                                | Comprende Drets R. sobre concesiones administrativas                      | Drets R. i Transmissió de b.                              | Drets R. i Transmissió de b.                | Drets R. i Transmissió de b.                | Drets R. i Transmissió de b.                |
| Paper segellat                    | Paper segellat               | Paper segellat               | Paper segellat                                              | No comprès el Timbre de negociació                                        | Especifica els conceptes compresos                        | Paper segellat                              | Timbre sobre productes envasats             | L'anomena «Timbre»                          |
| Consum de cereals i sal           | Consums                      | Consums                      | Consums                                                     | Consums                                                                   | Consums                                                   | Consums                                     | Consums                                     | Consums                                     |
|                                   |                              | 1% sobre pagaments           | 1% sobre pagaments                                          | 1% sobre pagaments                                                        | 1% sobre pagaments                                        | 1% sobre pagaments                          | 1% sobre pagaments                          | 1,20% sobre pagaments                       |
|                                   |                              | Patents d'alcohols           | Patents d'alcohols                                          | Patents d'alcohols                                                        | Desapareix                                                |                                             |                                             |                                             |
|                                   |                              |                              | Sous provincials i municipals                               | Sous provincials i municipals                                             | Queda comprès en Utilitats                                |                                             |                                             |                                             |
|                                   |                              |                              | Viatgers i mercaderies (Vías terrestre, marítima i flucial) | Amplía las línies concertadas i exclou la via marítima i els Fc. minaires | Transports per via terrestre i fluvial. Inclou més línies | Viatgers i mercaderies                      | Viatgers i mercaderies                      | Viatgers i mercaderies                      |
|                                   |                              |                              | Carruatges de luxe                                          | Carruatges de luxe                                                        | Carruatges de luxe                                        | Carruatges de luxe                          | Carruatges de luxe                          | Carruatges de luxe                          |
|                                   |                              |                              | Assignacions de Ferrocarrils per a despeses d'inspecció     | Assignacions de Fcs. Per a despeses d'insp.                               | Assignacions de Fcs. per a despeses d'insp.               | Assignacions de Fcs. Per a despeses d'insp. | Assignacions de Fcs. per a despeses d'insp. | Assignacions de Fcs. per a despeses d'insp. |
|                                   |                              |                              |                                                             | Casinos i cercles de recreu                                               | Casinos i cercles de recreu                               | Casinos i cercles de recreu                 | Casinos i cercles de recreu                 | Casinos i cercles de recreu                 |
|                                   |                              |                              |                                                             | Utilitats, en part dins de C. Industrial                                  | Utilitats, en part dins de C. Industrial                  | Utilitats, inclou les Navilieres            | Utilitats, inclou les Minaires              | Utilitats                                   |
|                                   |                              |                              |                                                             |                                                                           | Enllumenat                                                | Enllumenat                                  | Enllumenat                                  | Enllumenat                                  |
|                                   |                              |                              |                                                             |                                                                           |                                                           |                                             | 3% sobre el mineral                         | 3% sobre el mineral                         |

Font: DIPUTACIÓN DE VIZCAYA. Régimen del Concierto Económico y sus revisiones. Bilbao, 1927.
Segons s'ampliaven els impostos subjectes a acord, i l'economia de les províncies prosperava, sobretot la de Biscaia a causa del fort impuls de l'explotació minera, la siderometalúrgia i la naval, el contingent va anar augmentant:
| Any  | Biscaia  | Guipúscoa | Àlaba   | Total    |
| ---- | -------- | --------- | ------- | -------- |
| 1878 | 857,8    | 655,8     | 529,6   | 2.043,2  |
| 1887 | 1.286,6  | 983,7     | 529,6   | 2.799,9  |
| 1894 | 2.557,0  | 1.446,1   | 597,7   | 4.600,8  |
| 1898 | 3.006,0  | 1.706,3   | 693,7   | 5.406,0  |
| 1899 | 2.617,0  | 1.486,3   | 602,7   | 4.706,0  |
| 1900 | 2.703,7  | 1.490,6   | 603,7   | 4.797,9  |
| 1904 | 2.553,1  | 1.373,9   | 548,1   | 4.475,1  |
| 1906 | 4.984,0  | 2.066,5   | 623,2   | 6.988,1  |
| 1913 | 4.388,4  | 2.066,5   | 623,2   | 7.078,1  |
| 1916 | 4.709,4  | 2.226,5   | 642,1   | 7.578,1  |
| 1920 | 6.999,4  | 2.411,5   | 667,1   | 10.078,1 |
| 1926 | 28.380,0 | 10.050,0  | 1.570,0 | 40.000,0 |
| 1932 | 28.734,0 | 10.177,0  | 1.589,0 | 40.500,0 |

Milers de pts.
Aquestes quantitats eren invariables entre acord i acord de manera que les Diputacions podien mantenir el seu propi sistema tributari (dins dels impostos concertats i una genèrica autorització de l'Estat), recaptar o no els impostos subjectes a acord, o fins i tot uns altres diferents que no tenien equivalents en la resta del país (com la Fulla de Germanor a Àlaba, o les taxes sobre Bars a Biscaia), i després de pagar el contingent al Ministeri d'Hisenda, portar endavant la seva pròpia política de despesa sense permís previ del Govern, gaudint, en definitiva, d'un ampli grau d'autonomia administrativa.
El règim va variar en 1937 respecte a Biscaia i Guipúscoa. Després de la caiguda de Bilbao en poder de les tropes "nacionals" el 19 de juny de 1937 i la fi de la Guerra al País Basc la Junta Tècnica de Burgos, per decret de 23 de juny de 1937, va dictar l'abolició del Concert Econòmic amb Biscaia i Guipúscoa, al·legant els "nacionals" que havien pagat amb la traïció al privilegi de comptar amb un Concert que donava tantes i tals facilitats al seu habitants. No obstant això, el règim va continuar a Àlaba, i a Navarra el Conveni Econòmic igualment vigent.

#### Segona Etapa: 1937-1980. El Concert alabès
Entre 1937 i 1980 el règim concertat va continuar reduït a la província d'Àlaba.
Les renovacions del Concert amb Àlaba, igual que en la fase anterior, van obeir a dues causes principals. La primera va ser la finalització del termini de vigència de l'acord (cas de 1952 i 1976) i la segona, la necessitat de modificar-lo per ajustar-lo als canvis de normativa de l'Estat (1940 o 1967).
Per Decret de 9 de maig de 1942 es van incorporar al Concert amb Àlaba les reformes fiscals de desembre de 1940 i d'octubre de 1941. En definitiva, s'incloïen en l'acord la recaptació de l'Impost de consums de luxe, la Contribució sobre usos i consums (un reviscolament dels Arbitris de consum eliminats en 1911) i la Contribució excepcional sobre beneficis extraordinaris. A més, es transferia a la Diputació alabesa la recaptació de l'Impost sobre la renda, encara que amb la mateixa norma que en territori comú.
Al febrer de 1952, una vegada de complir el previ termini de 25 anys, es va tornar a renovar el Concert per altres anys. Igual que en l'acord de 1925 s'establia un augment quinquennal perquè els contingents no quedessin congelats. Aquesta revisió es faria en igual proporció que la variació dels pressupostos d'ingressos de l'Estat de l'any de referència. Des de 1967 es feia una revisió anual.
Per Reial decret de 26 de novembre de 1976 es va aprovar una altra renovació del Concert amb Àlaba, de nou amb una vigència de 25 anys. No obstant això, els nous temps determinats per la mort de Franco i el començament de la Transició democràtica va suposar un evident i radical canvi en el Concert.

#### Tercera etapa: 1981-2009. El Concert actual
Després de la mort del General Franco i començar el procés de Transició democràtica, les demandes d'autonomia, que s'havien plasmat en la Segona República Espanyola en els Estatuts d'Autonomia de Catalunya i, ja en plena guerra, el del País Basc i el de Galícia, no només van fer que es reformulessin aquests sinó que també es va estendre el procés a la resta de l'Estat.
Així, en la Constitució de 1978, en la seva disposició addicional primera, es van reconèixer i van emparar els Drets Històrics dels Territoris Forals, un dels quals era precisament el Concert Econòmic, per la qual cosa en la negociació de l'Estatut d'Autonomia del País Basc l'extensió del Concert a tota la Comunitat es va fer evident.
En efecte, en l'Estatut d'Autonomia del País Basc de 1979 (Llei Orgànica 3/1979, de 18 de desembre), en el seu article 41.1 va indicar: "Les relacions d'ordre tributari entre l'Estat i el País Basc vindran regulades mitjançant el sistema foral tradicional de Concert Econòmic o Convenis". En el seu article 41.2 establia unes bases del seu contingut, sent la seva definició del contingent el seu aspecte més innovador: "d) L'aportació del País Basc a l'Estat consistirà en un contingent global, integrat pels corresponents a cadascun dels seus Territoris, com a contribució a totes les càrregues de l'Estat que no assumeixi la Comunitat Autònoma". És a dir, el concepte de contingent va variar des del tradicional dels ingressos possibles de la Hisenda cap al pagament de les despeses de l'Estat en càrregues no assumides.
Sobre aquests principis, en els últims mesos de 1980 es va entrar en la fase definitiva de negociació del Concert Econòmic, amb un acord final de 29 de desembre de 1980, encara que la seva aprovació final, a causa dels problemes polítics del moment (dimissió d'Adolfo Suárez, 23-F…) va haver d'esperar a maig de 1981, en què va ser aprovat per Llei d'article únic (Llei 12/1981, de 13 de maig).

##### Característiques fonamentals del Concert Econòmic de 1981
El Concert Econòmic va ser aprovat per mitjà d'una llei d'article únic, que no permet cap esmena al seu contingut, prèviament pactat entre les parts, de manera que o s'aprova o no s'aprova, però no es pot esmenar, a l'ús del tràmit dels tractats internacionals. Així, quan s'esmenta un article de la Llei de Concert s'entén que és l'article de l'acord, i no de la Llei que només té un article.
El text del Concert de 1981 es dividia en dues parts fonamentals, la part corresponent als tributs i la secció corresponent al contingent.
Aquesta estructuració era derivada lògica de la prèvia existent en el Concert amb Àlaba.
El text aprovat en 1981, en el seu article 1r, establia la seva durada, per vint anys. Aquesta vigència no era extemporània, ja que així enllaçava amb els 25 pactats amb Àlaba en 1976, per la qual cosa així es mantenia el ritme tradicional, marcat en 1925, de vigències de 25 anys.
El contingut de la Llei es va distribuir en dos capítols, un dedicat a uns principis generals i a la part tributària en si i el segon dedicat al Contingent (part financera). En el primer capítol es contenen les normes generals, distribució de competències entre l'Estat i la regulació dels tributs concertats.
Les competències normatives i d'exacció, gestió, liquidació i recaptació corresponen als Territoris Històrics, a les Juntes Generals i Diputacions respectivament (art. 2). Entre els principis que ha de respectar el sistema tributari basc figuren: la solidaritat, el respecte a l'estructura impositiva de l'Estat, la coordinació interna i externa amb l'Estat, l'harmonització fiscal, el respecte als Convenis i Tractats Internacionals i els criteris interpretatius de la Llei General Tributària (arts. 3 a 6).
L'Estat es reserva com a competències exclusives les Rendes de Duanes, els Monopolis fiscals i la imposició sobre alcohols. Així com el referent a les rendes de no residents i el règim tributari de Societats que superin l'àmbit territorial basc o estiguin subjectes a diferent legislació fiscal (art. 6).
En relació amb els impostos concertats de normativa autònoma i exacció a càrrec de les Hisendes Forals, figuren els principals impostos directes i alguns indirectes: Impost sobre la Renda de les Persones Físiques (IRPF), Impost extraordinari sobre el Patrimoni, Impost de societats (amb normativa autònoma per a les societats que operin en exclusiva al País Basc; per les quals operin també fora d'ell s'aplicarà la norma de l'Estat, sense perjudici de tributar al País Basc per l'anomenada "xifra relativa de negocis"), i l'Impost de Donacions i Successions. Entre els indirectes es van concertar l'Impost de Transmissions Patrimonials i Actes Jurídics Documentats, l'Impost de tràfic d'empreses (ITE) i el de Luxe, Impostos especials (telèfon i begudes refrescants) i les taxes sobre el joc. Finalment també es reconeixien com a tributs de normativa autonòmica la Contribució Territorial, Rústica i Urbana així com la Llicència fiscal d'Activitats Professionals i Industrials, en col·laboració amb les Hisendes municipals.
Per arribar a aquesta xifra s'utilitza una fórmula més general que simplifica el seu càlcul. Es parteix d'una base que té en compte el que gasta l'Estat a Espanya en les competències no transferides, la qual cosa recapta per ingressos no concertats i, per evitar que el contingent suposi un esforç afegit al marge de la generació de recursos efectius de l'Estat, el dèficit. Ara bé, calia assignar una proporció al País Basc en aquestes despeses i ingressos. Per mitjà d'un càlcul aproximat que té en compte el pes de la renda i el de la població en el total d'Espanya es va estipular que aquesta proporció era del 6,24%. El contingent té una periodicitat quinquennal, encara que anualment s'ajusta la quantitat sobre les xifres pressupostades i liquidades per l'Estat. Aquesta és una diferència essencial amb el disseny del contingent fins a aquest moment, puix que destaca el risc unilateral que suposa per al País Basc assumir una part de la despesa en competències no assumides que depenen exclusivament de l'Estat, independentment de com evolucioni la conjuntura al país o si la seva recaptació creixi o no.
A més d'aquests acords també es va establir la creació d'unes Comissions paritàries, una de Contingent, on es revisa anualment el contingent i quinquennalment els ajustos de l'índex d'imputació (que no ha variat des de 1981), una Junta Arbitral i una Comissió Coordinadora (que no es van reunir mai).
L'evolució dels Contingents concertats ha tingut una lògica evolució en la mesura en què s'han augmentat els tributs concertats i s'han reduït les càrregues no assumides.

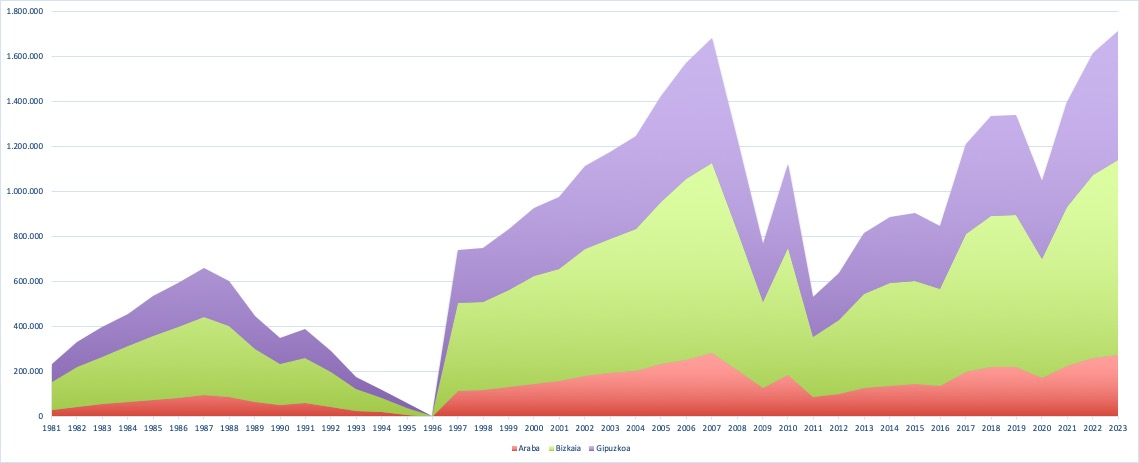
Cupos concertats amb el País Basc. 1981-2023 .(Milers d'euros).

De fet, en 1996 el contingent va descendir a nivells mínims, per la qual cosa va caldre introduir una reforma en el Concert Econòmic per concertar nous tributs (hidrocarburs, begudes alcohòliques) para així augmentar-lo.
Com es pot veure, el règim de Concert ha experimentat certs canvis en el seu contingut que, en general, li ha conferit una major amplitud, encara que per aquesta major amplitud també ha tingut problemes inherents al desenvolupament del marc europeu, cosa inèdita per als seus negociadors inicials, que ha determinat que recentment s'hagi vist, potser no tant el règim en si mateix com la seva aplicació concreta per les Diputacions Forals, sotmès a discussions i plets en la justícia.
Els canvis en l'acord de 1981 es van succeir en la mesura en què va caldre reformar-lo per adaptar-lo a noves situacions. Per Llei de 27 de desembre de 1985 es va haver d'adaptar a l'entrada en vigor de l'IVA, a conseqüència de l'ingrés d'Espanya en la CEE. Després, mitjançant Lleis de 2 de juny de 1990, de 27 de desembre de 1990 i de 28 de desembre de 1988, es va adaptar la llei inicial per acomodar-se a disposicions reguladores d'Hisendes Locals, Taxes i Preus Públics, donant lloc al Text actualitzat del Concert d'1 de gener de 1991. Altres reformes van tenir lloc en 1993 per adaptar el Concert als canvis de l'IVA i dels Impostos Especials; en 1997 per a la metodologia de determinació del Contingent per al quinquenni 1997-2001, i l'última de 4 d'agost de 1997 va incorporar altres impostos com els d'Hidrocarburs i Tabac (abans subjectes a Monopolis fiscals i, per tant, no concertats) o el de Renda de no resident i va augmentar l'autonomia normativa en el cas dels impostos directes (IRPF i Societats).
Les Diputacions Forals recapten la gran majoria dels tributs, per tant, deixant aparti els municipals, per la qual cosa han de finançar al Govern Basc. Les relacions internes es regulen per mitjà de la Llei de Territoris Històrics (LTH) (Llei 27/1983, de 25 de novembre, de relacions entre les institucions comunes de la Comunitat Autònoma i els Òrgans Forals dels seus Territoris Històrics). El model de contingent amb l'Estat és mimetitzat en la seva essència puix que en el seu article 16 s'al·ludeix al fet que "els Territoris Històrics contribuiran al sosteniment de totes les càrregues generals del País Basc no assumides per ells, a la fi dels quals les Diputacions Forals efectuaran les seves aportacions a la Hisenda General del País Basc". En el seu article 20 s'estableix que els ingressos derivats de la gestió del Concert Econòmic, una vegada descomptat el contingent, es distribuiran entre la Hisenda General del País Basc i les Hisendes Forals, determinant-se les aportacions que aquestes últimes hagin de fer a la primera, quanties fixades pel Consell Basc de Finances, format per sis membres (tres del Govern Basc i una per cada Diputació). D'aquestes reunions s'han derivat diverses Lleis d'aportacions, la més recent Llei 2/2007; BOPB núm. 70, de 12 d'abril i BOPB núm. 80, de 26 d'abril.

##### La renovació del Concert Econòmic de 2002 i la seva reforma de 2007
Després d'un complicat procés negociador, iniciat l'estiu de 2001, i després d'una pròrroga unilateral de l'Estat per Llei de 27 de desembre de 2001 lloc que no va haver-hi acord de la Comissió Mixta de Contingent en el seu moment, fou el 6 de març de 2002 quan en aquesta Comissió va aconseguir l'acord que es plasmaria en la Llei 12/2002 de 23 de maig.
En aquest acord de 2002 es van reduir les competències tributàries de l'Estat (drets d'importació o gravàmens d'importació en relació amb els Impostos Espacials i l'IVA) reservant-se l'Alta Inspecció (concepte mai ben aclarit) en l'aplicació del Concert (art. 5). Una altra novetat més estructural del mateix Concert és que si en 1981 contenia dues parts, els tributs i el contingent, ara distingeix tres: els tributs, les relacions financeres (no només el contingent) i una altra inèdita de les Comissions i Junta Arbitral.
En aquesta primera part sobre els tributs (art. 1 a 47), després d'unes normes generals, es passa al detall, tribut per tribut, de la normativa aplicable i exacció de cadascun d'ells: IRPF, Societats, Renda de No Residents, Patrimoni, Successions i Donacions, IVA, Transmissions Patrimonials i Actes Jurídics Documentats, Imposat sobre les Primes d'Assegurances, Impostos Especials, sobre Vendes al Detall de Determinats Hidrocarburs, Joc i Taxes. Els tributs municipals també es consideren com regulats des dels Territoris Històrics (Béns, Immobles, IAE, Tracció mecànica...).
En el capítol segon es tracta de les Relacions financeres, sobre uns principis generals: autonomia fiscal i financera de les Institucions del País Basc i respecte de la solidaritat en els termes previnguts en la Constitució i l'Estatut, la coordinació i col·laboració amb l'Estat en matèria d'estabilitat pressupostària i l'adjudicació de la tutela financera respecte als Ajuntaments de les Institucions del País Basc, sense que en cap cas pugui haver-hi un nivell d'autonomia inferior. Quant al contingent, manté la seva base: contingent global com a contribució a totes les càrregues de l'Estat que no assumeixi la Comunitat Autònoma del País Basc, fixat per cinc anys amb actualitzacions anuals.
En el capítol tercer es detallen les comissions que entren en joc en el Concert. La Comissió Mixta del Concert Econòmic, paritària entre la part basca (un representant de cada Diputació i d'altres del Govern Basc, i la de l'Estat, amb decisions preses per unanimitat. Aquesta comissió acorda les modificacions del Concert i la metodologia del contingent cada quinquenni. A aquesta comissió s'uneix la Comissió de Coordinació i Avaluació normativa, formada per vuit membres (meitat del País Basc –un per cada Diputació i un altre del Govern Basc– i de l'Estat) i encarregada de l'adequació de la normativa tributària amb caràcter previ a la seva publicació. Finalment, s'organitza una Junta Arbitral, formada per tres membres nomenats pel Ministre d'Hisenda i el Conseller d'Hisenda. Aquesta Junta està formada per experts de reconegut prestigi, nomenats per sis anys, encarregats de resoldre els conflictes entre les Administracions.
Després dels primers cinc anys de vigència va ser reformat previ acord de juliol de 2007 i aprovat per Llei 28/2007, de 25 d'octubre, per la qual es modifica la Llei 12/2002, de 23 de maig. A més de renovar la Llei Quinquennal del Contingent, les administracions basca i espanyola van acordar una fórmula per donar resposta a les exigències fiscals de la Comissió Europea, es va adaptar el Concert Econòmic en matèria d'estabilitat pressupostària i acordat la composició de la Junta Arbitral prevista en el Concert i que fins a aquest moment no s'havia engegat.

### Cas navarrès
Amb la Llei paccionada navarresa es va establir que la Diputació Foral Navarresa tinguera la mateixa autonomia pressupostària i tributària que el Consell de Navarra i la Diputació del Regne.
Sobre la base de les previsions dels preceptes d'aquesta llei, es van establir els convenis econòmics de 1876, 1927, 1951 i 1969. Aquest concert continuaria amb la Llei de Reintegració i Amillorament del Fur de Navarra. Aquesta llei conté una regulació del concert econòmic (art. 45) de manera menys extensa que l'Estatut Basc però que és idèntic.
L'art. 45.4 estableix que la norma ha de ser paccionada: per a la seua formulació i reforma (igual que el cas basc) i a més requereix l'aprovació per part del parlament navarrès i les Corts Generals.

## Crítiques
Al llarg de la història, se l'ha criticat negativament perquè:
- Trenca amb el principi de solidaritat.
- Trenca amb el principi de capacitat de pagament (que diu que "les regions riques han de pagar més que proporcionalment i per damunt dels serveis que reben").
- És anacrònic.
- Trenca amb la possibilitat d'establir una política econòmica general.
- Està provat que és poc equitatiu a causa de la rigidesa de la quota i la tardança a l'hora d'adaptar-lo.
- Gran part de la recaptació prové de persones d'altres províncies.

Segons Muñoz Machado  (1987, p. 444), aquestes crítiques depenen realment de la regulació concreta del sistema de concert econòmic car poden haver-hi mecanismes que superen els inconvenients senyalats.